# Мукашев Саламат Мукашевич
Саламат Мукашевич Мукашев (21 жовтня 1927, місто Гур'єв, тепер місто Атирау Атирауської області, Республіка Казахстан — 18 червня 2004, місто Алмати, Республіка Казахстан) — радянський казахський державний діяч, голова Президії Верховної Ради Казахської РСР, голова Казахської республіканської ради професійних спілок, 1-й секретар Гур'євського і Мангишлацького обласних комітетів КП Казахстану. Кандидат у члени ЦК КПРС у 1986—1989 роках. Депутат Верховної Ради Казахської РСР 7-го і 11-го скликань. Депутат Верховної Ради СРСР 8—11-го скликань, заступник голови Президії Верховної Ради СРСР у 1985—1988 роках. 

## Життєпис
Народився в казахській селянській родині з роду Есентемір племені Байули. До 1941 року навчався в загальноосвітній школі. У 1941—1942 роках — учень Доссорської школи фабрично-заводського учнівства № 16 Міністерства нафтової промисловості СРСР Гур'євської області.
З 1942 року — слюсар, оператор із підземного ремонту нафтових свердловин на нафтопромислі Макат Гур'євської області.
У 1944—1947 роках — учень Гур'євського нафтового технікуму Казахської РСР.
У 1947—1948 роках — бухгалтер нафтопромислу Макат Гур'євської області.
У 1948—1949 роках — комсомольський організатор ЦК ВЛКСМ нафтопромислу Доссор Гур'євської області. Одночасно виконував обов'язки заступника голови профспілкового комітету нафтопромислу Доссор на громадських засадах.
У 1949—1951 роках — слухач Харківської школи професійного руху ВЦРПС, економіст з праці.
Член ВКП(б) з 1950 року.
У 1951—1953 роках — інструктор Казахського республіканського комітету профспілки робітників нафтової промисловості в Гур'євській області. У 1953—1954 роках — інструктор промислово-транспортного відділу Гур'євського обласного комітету КП Казахстану.
У 1954—1961 роках — секретар, голова Гур'євської обласної ради професійних спілок.
У 1961—1963 роках — 1-й секретар Жилокосинського районного комітету КП Казахстану Гур'євської області. У 1963—1965 роках — секретар партійного комітету Ембінського районного промислово-виробничого управління Гур'євської області. У 1965—1970 роках — 1-й секретар Ембінського районного комітету КП Казахстану Гур'євської області.
27 квітня 1970 — 24 лютого 1977 року — 1-й секретар Гур'євського обласного комітету КП Казахстану.
У 1974 закінчив заочно Вищу партійну школу при ЦК КПРС.
У лютому 1977 — 1980 року — голова Казахської республіканської ради професійних спілок.
У 1980 — 15 листопада 1985 року — 1-й секретар Мангишлацького обласного комітету КП Казахстану.
27 вересня 1985 — 9 лютого 1988 року — голова Президії Верховної Ради Казахської РСР.
З лютого 1988 року — персональний пенсіонер союзного значення в місті Алма-Аті (Алмати).
Після виходу на пенсію був головою Казахського республіканського товариства охорони природи на громадських засадах. Почесний професор Атирауського інституту нафти і газу.
Помер 18 червня 2004 року в Алмати. Похований в місті Кульсари Атирауської області.

## Родина
Дружина — Жакашева Марія Салімгереївна. Мав семеро дітей.

## Нагороди
- чотири ордени Трудового Червоного Прапора
- два ордени «Знак Пошани»
- орден Курмет (Казахстан) (1999)
- медалі
- дві Почесні грамоти Президії Верховної Ради Казахської РСР
- почесний громадянин Атирауської області
- почесний громадянин Мангістауської області
- почесний громадянин міста Атирау
- почесний громадянин міста Актау
- почесний громадянин Жилойського району
- почесний громадянин Макатського району
- почесний громадянин Тюбкараганського району